# Puquina

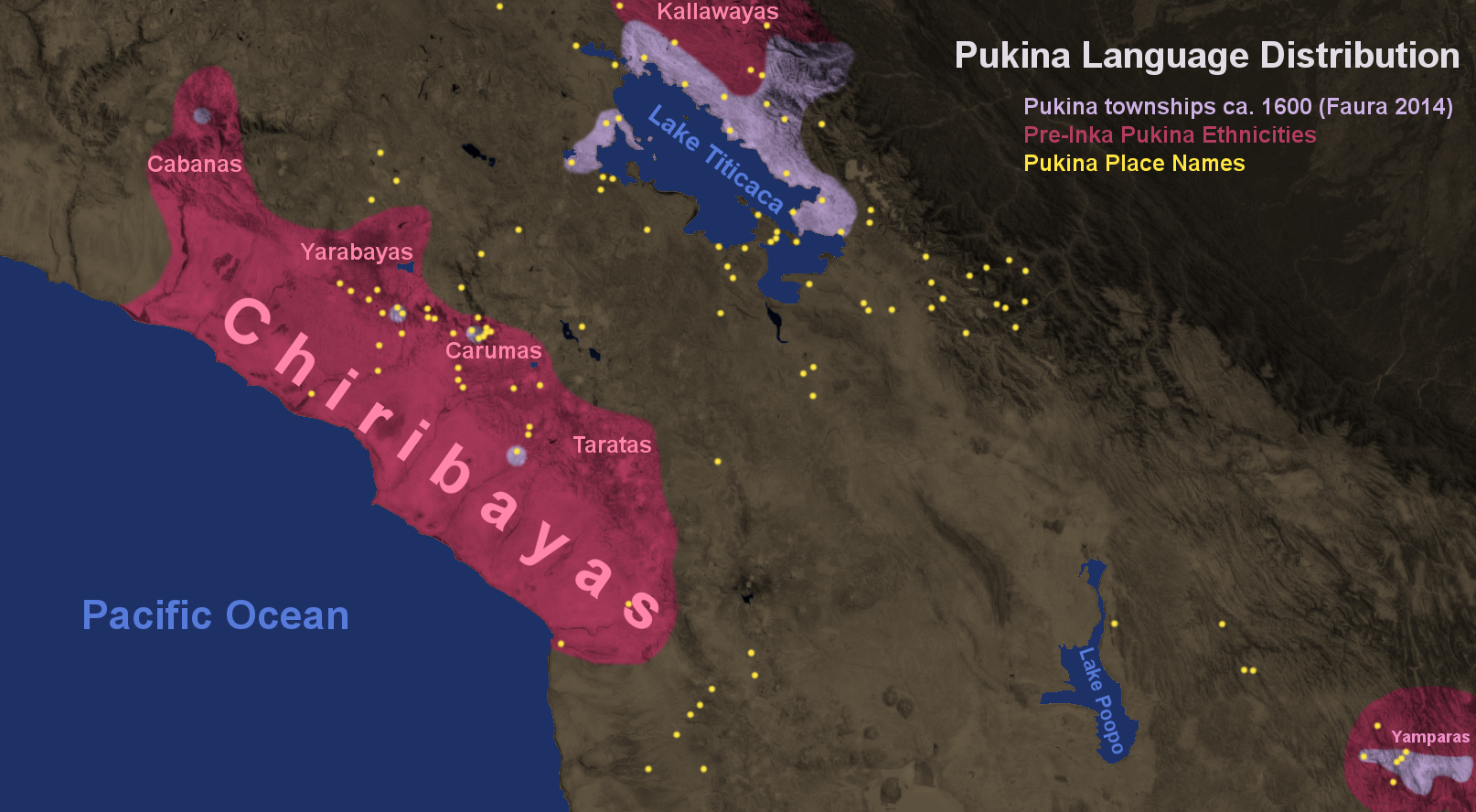
Distribució del pukina al 1600 CE.

Puquina o Pukina és el nom d'una petita i hipotètica família lingüística, o bé d'una llengua aïllada. Segons la hipòtesi de la família, els membres són el puquina i el kallawaya. Podrien ser relacionades amb les llengües qhapaq simi i leco.
Totes són llengües parlades per grups indígenes a la regió del llac Titicaca, a Perú i Bolívia.
El puquina sovint se suposa la llengua de l'antiga cultura Tiwanaku.

## Història
Es poden trobar restes del puquina ancestral a les llengües quechuanes i l'espanyol del sud del Perú, així com a Bolívia.
Algunes teories afirmen que el qhapaq simi (llengua críptica de la noblesa inca), estava estretament relacionat amb el puquina.
També s'argumenta que la llengua puquina influenciava el mapudungun del sud de Xile molt abans que ho fes l'Imperi Inca. Aquesta influència areal podria haver començat amb una migració causada per la fi de l'imperi Tiwanaku cap a l'any 1000 CE.

## Classificació
No s'ha demostrat cap relació amb altres llengües de la regió andina. S'ha suggerit una relació amb les llengües arawakanes, basada tradicionalment en el paradigma possessiu. Fa alguns anys, s'han trobat possibles cognats lèxics entre aquestes dues famílies. Per això, de vegades el puquina s'inclou al grup macro-arawak. Tanmateix, la hipòtesi encara manca d'evidència científica.
Si realment existeix una relació genètica entre les llengües arawak i puquina, la separació d'aquestes s'hauria d'haver produït en un passat llunyà.
Jolkesky (2016) classifica Puquina com a llengua macroarawak.

## Contacte
A causa del contacte, Jolkesky (2016) afirma que el puquina mostra similituds lèxiques amb les famílies aimara, kawapana, quechua, pano i uru-chipaya.